# Regno di Meirionydd

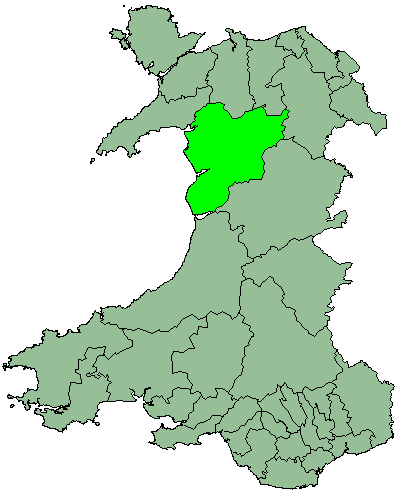
Distretto di Meirionnydd 1974-1996

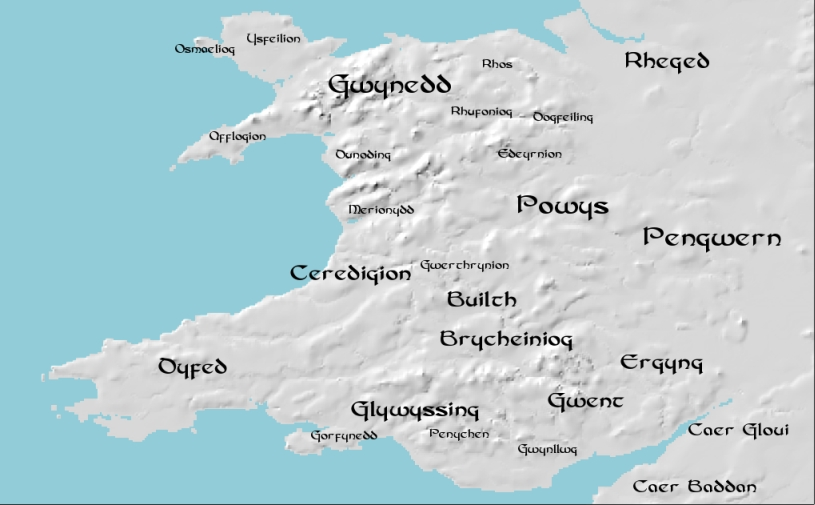
Galles nel V secolo

Meirionydd o Meirionnydd è la forma gallese per  Merionethshire ed è un ex distretto territoriale del Galles che copriva la maggior parte dell'omonima ex contea amministrativa. 
Dal 1996 è divenuta area sotto il controllo di un comitato di zona del consiglio del Gwynedd. 

## Storia
Agli inizi del Medioevo quest'area fu occupata da un regno britannico, fondato da Meirchion, nipote di Cunedda. 
Suo padre era Typaun, figlio più anziano di Cunedda, che sembrerebbe essere morto prima della migrazione della sua famiglia dal regno britannico settentrionale di Gododdin, migrazione a cui avrebbe invece preso parte proprio Meirchion. 
Nel 1284, questo regno divenne una contea inglese con lo Statuto di Rhuddlan.

### Lista dei sovrani
- nato attorno al 435/445 Meirchion Meirionydd
- nato attorno al 460/480 Cadwaladr
- nato attorno al 480/500 Gwrin Farfdrwch
- nato attorno al 520/540 Gwyddno Garanhir
- c.560/580 - 632 Idris Gawr
- nato attorno al 595 e sul trono dal 632 al 645 Swalda
- 645 - 662 Brochfael
- nato attorno al 655 Einudd Bach
- nato attorno al 685 Ednyfed
- nato attorno al 715 Brochfael
- c. 745 - 785 Cynan: è con lui che sembra finire la casata reale; così il Meirionydd fu assorbito dal Gwynedd.